# 肉の鑞人形
『肉の鑞人形』（にくのろうにんぎょう、原題: M.D.C. - Maschera di cera）は、1997年にイタリアで製作されたホラー映画。
『オペラ座の怪人』で知られるガストン・ルルーの短編小説『蟷人形館』（「ガストン・ルルーの恐怖夜話」収録）を原作とする。

## ストーリー
凄惨な殺人現場ばかりを再現した蝋人形館で働くことになったソニア。彼女はやがてこの館と館主に隠された恐ろしい秘密を知ることになる…。

## 作品概要
作風
イタリア製ホラーらしい悪趣味な残酷描写とお色気、パクリ精神に溢れた作品。蝋人形を作るシーンにはCGが使用されている。
製作背景
ガストン・ルルーの原作を元に、ダリオ・アルジェントがストーリーを考案。監督・脚本はルチオ・フルチに依頼されたが、糖尿病の合併症によりフルチは急死。最終的には特殊効果担当のセルジオ・スティヴァレッティが監督に当たった。

## スタッフ
監督:セルジオ・スティヴァレッティ
製作:ダリオ・アルジェント
原作:ガストン・ルルー
原案:ダリオ・アルジェント
脚本:ルチオ・フルチ、ダニエル・ストロッパ
撮影:セルジオ・サルヴァティ
SFX:セルジオ・スティヴァレッティ
美術:マッシモ・アントネッロ・ジェレング
編集:パオロ・バナーシ
音楽:マウリツィオ・アベニ
日本語字幕:市橋正浩
日本語吹替版 演出:春日一伸 翻訳:永松真理

## キャスト
| 役名                     | 俳優                               | 日本語吹替 |
| ------------------------ | ---------------------------------- | ---------- |
| ボリス・ヴォルコフ       | ロベール・オッセン                 | 糸博       |
| ソニア・ラフォント       | ロミーナ・モンデロ                 | 湯屋敦子   |
| アンドレア・コンベルーシ | リッカルド・セルヴェンティ・ロンギ | 伊藤栄次   |
| 娼婦ジョルジーナ         | ヴァレリー・ヴァルモンド           | 岡本章子   |
| アレックス               | ウンベルト・バッリ                 | 中田和宏   |
| パレッツィ警部           | ジャンニ・フランコ                 | 長嶝高士   |
| ランヴァン警部           | アルド・マサッソ                   | 宝亀克寿   |
| フランチェスカ           | ガブリエラ・ジョルジェーリ         | 水原リン   |
| 娼婦エレーナ             | サブリナ・ペリグリーノ             | 福島菜七子 |

## 各国レーティング
- イタリア - VM18（18禁）
- アメリカ（MPAA） - 未審査
- 日本（映倫） - 一般（全年齢）
- ドイツ - 18
- イギリス - 18
- フィンランド - K-16（16禁）
- スペイン - 18
- アルゼンチン - 16

## 関連作品
- 蝋人形の館